# Кирилов, Сергей Иванович (генерал-майор)
Сергей Иванович Кирилов (род. 7 ноября 1941, Сула, Бугульминский район, Татарская АССР, РСФСР, СССР) — советский и российский государственный деятель, министр внутренних дел ТАССР, ТССР, РТ (1983—1993), заместитель премьер-министра Республики Татарстан (1993—1995). Генерал-майор внутренней службы (1987).

## Биография
Сергей Иванович Кирилов родился 7 ноября 1941 года в селе Сула Бугульминского района Татарской АССР.
С 1958 года трудился слесарем и газоэлектросварщиком в автохозяйстве № 8 и на заводе по ремонту электротехнического оборудования в Бугульме, затем перешёл на комсомольскую и партийную работу. В 1963—1965 годах был инструктором, затем вторым секретарём Бугульминского городского комитета ВЛКСМ. В 1966 году окончил Уфимский филиал Свердловского юридического института. В 1965—1968 годах был инструктором Бугульминского горкома КПСС. В 1970 году окончил Горьковскую высшую партийную школу. В 1970—1974 годах являлся заведующим отделом Бугульминского горкома КПСС.
В 1973—1979 годах был инструктором отдела пропаганды и агитации Татарского областного комитета КПСС. В 1974—1979 годах состоял членом коллегии министерства внутренних дел ТАССР, а в 1979—1983 годах был начальником отдела по воспитательной работе, затем заместителем министра. В 1983—1993 годах занимал пост министра внутренних дел ТАССР (с 1990 года — ТССР, с 1992 года — РТ). Его предшественником был Н. И. Демидов, преемником — И. Г. Галимов. В 1985—1990 годах был депутатом Верховного совета ТАССР. В 1987 году получил звание генерал-майора внутренней службы. Во время «августовского путча» 1991 года, когда руководство Татарстана во главе с М. Ш. Шаймиевым поддержало ГКЧП, отдал приказ о разгоне двигавшегося к кремлю антипутчистского шествия сторонников Ф. А. Байрамовой, что закончилось избиениями людей. Как указывали журналисты, татарстанское руководство оказалось удовлетворено такой работой Кирилова, вскоре он был назначен членом совета при президенте по координации правоохранительной деятельности. В том же году во время открытия сессии ВС ТАССР разогнал на площади Свободы митинг Татарского общественного центра и партии «Иттифак», выступивших в поддержку принятия закона о независимости Татарстана.
В 1993—1995 годах был заместителем премьер-министра Республики Татарстан. В то время политикам советовал «на деле заботиться о благе народа и меньше увлекаться советами Запада, больше опираться на собственную науку и практику». В 1995—2000 годах занимал пост председателя комитета парламентского контроля Государственного совета Республики Татарстан, был членом президиума, являлся народным депутатом РТ от Алишевского избирательного округа. В 2000—2011 годах был советником министра внутренних дел РТ, затем состоял членом комиссии по вопросам помилования при президенте Республики Татарстан. Ведёт общественную работу, участвует в ведомственных мероприятиях.

## Награды
Медали, в том числе, Жукова, «В память 1000-летия Казани», «60 лет Победы в Великой Отечественной войне 1941—1945 гг.», «За безупречную службу» трёх степеней, «300 лет российской полиции», знак «Заслуженный работник МВД СССР», а также медаль ордена «За заслуги перед Республикой Татарстан», «За доблестный труд», почётная грамота президента РТ.

## Личная жизнь
Жена — Тамара Владимировна (р. 1943), инженер, сотрудник Поволжского федерального управления Ростехнадзора; дочь — Ирина (р. 1971), юрист, подполковник, преподаватель Казанского юридического института МВД РФ. Увлекается садоводством, историей, литературой, музыкой, предпочитает русскую и зарубежную литературную классику, народные песни и романсы.